# 加拿大奥运广播媒体联盟

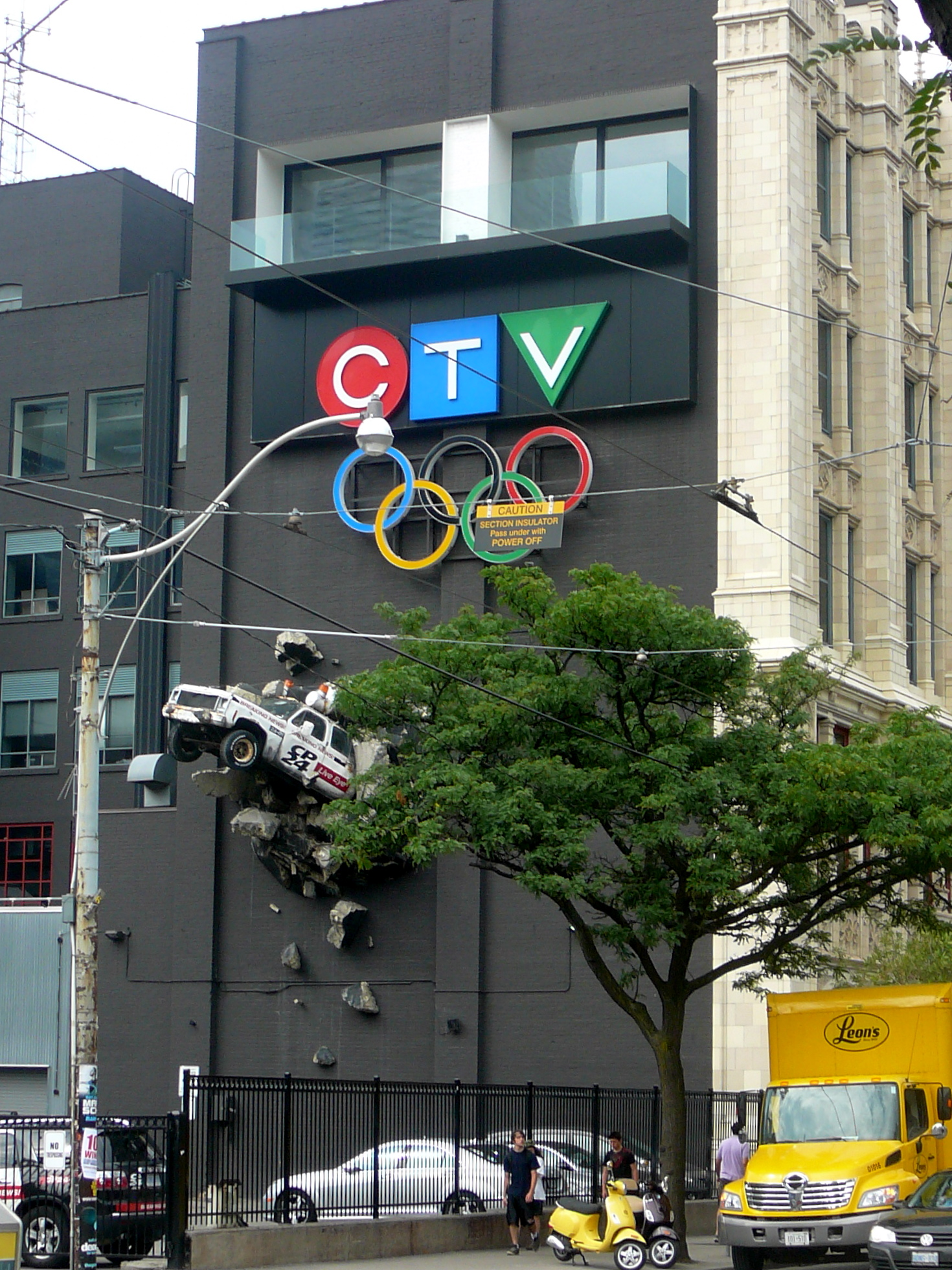
CTV位於多倫多市中心的辦公大樓外，除了頻道標誌外還懸掛了奧林匹克五環，以突顯其轉播商角色。

加拿大奥运广播媒体联盟（英語：Canada's Olympic Broadcast Media Consortium）於2007年由加拿大廣播媒體集團贝尔传媒和羅渣士傳媒成立，為兩家集團旗下的廣播媒體製作2010温哥华冬季奥运会和2012年夏季奥林匹克运动会的賽事轉播。贝尔佔联盟的80%股權，而羅渣士則佔餘下的20%。联盟的组成包括贝尔传媒旗下的CTV电视网、TSN、TSN2、RDS、RDS2 和 RDS INFO，以及羅渣士傳媒旗下的多元文化電視台、羅渣士體育網和OLN。此外，部分賽事亦安排在聯盟以外的其他廣播商播放，當中包括V电视和亚洲电视网络旗下的數個頻道。
2011年9月，羅渣士表示出於節目表安排和財務因素的考慮下，將於2012年倫敦奧運結束後退出聯盟，並不參與競投2014年冬季奧運會和2016年夏季奧運會的播映權。貝爾傳媒隨後宣佈與加拿大廣播公司（CBC）達成協議，兩者將合力競投該兩次奧運會的播映權。
CBC從1996年夏季奧運會起一直是加拿大的主要奧運轉播商，直至此聯盟成立並投得2010年和2012年奧運的轉播權為止。然而，CBC從1998年起亦與TSN和RDS達成協議，讓該兩台轉播部分賽事。

## 语言
由于加拿大特殊的语言环境（官方语言为法语和英语），聯盟旗下電視台所製作的节目也会以不同语言解说：
- CTV电视网、TSN、TSN2、罗渣士体育网：英語
- RDS、RDS INFO、RDS2、V电视：法語
- 多元文化電視台：广东话、普通话
  - 只限安大略省：意大利語、波蘭語、葡萄牙語、烏克蘭語
  - 只限卑詩省：旁遮普語
- 亚洲电视网络：乌尔都语、孟加拉语、旁遮普语、泰米尔语等

## V电视的转播
由于V电视是一个仅于魁北克地区播放节目的法文电视台，所以其2010年奧運轉播節目安排在加拿大有綫公共事務頻道（CPAC）同步廣播以覆蓋全國；CPAC是全國所有有綫和衛星電視供應商必須提供的頻道之一。暫時未知此安排會否於2012年重新啓動。

## 外部連結
- CTV Olympics（页面存档备份，存于） （英文）
- RDS Olympiques（页面存档备份，存于） （法文）